# Leptopontia curvicauda
Leptopontia curvicauda är en kräftdjursart som beskrevs av T. Scott 1902. Leptopontia curvicauda ingår i släktet Leptopontia och familjen Leptopontiidae. Arten är reproducerande i Sverige. Inga underarter finns listade i Catalogue of Life.